# Liechtenstein
Het Vorstendom Liechtenstein (uitspraak: [ˈliχtə(n)ˌstɛɪn]; Duits: Fürstentum Liechtenstein) is een dwergstaat in het midden van Europa. Het wordt begrensd door Zwitserland in het westen en zuiden en Oostenrijk in het oosten. Het bergachtige land is een wintersportoord en tevens een belastingparadijs. Net als Zwitserland is Liechtenstein geen lid van de Europese Unie. Het land is echter wel lid van de Europese Economische Ruimte (EER). Dit is een akkoord tussen de landen van de Europese Unie en de Europese Vrijhandelsassociatie, met uitzondering van Zwitserland. Het akkoord bevordert vrij verkeer van personen, goederen, diensten en kapitaal tussen de deelnemende landen. Ook wordt er samengewerkt op economisch gebied. Sinds 19 december 2011 is Liechtenstein een Schengenland. De naam Liechtenstein is afkomstig van de naam van het regerend vorstenhuis.

## Geschiedenis
In 1699 kocht de Boheemse vorst Johan Adam Andreas van Liechtenstein de heerlijkheid Schellenberg en in 1712 het graafschap Vaduz van de graven van Hohenems. Ook kreeg hij voor een lening van 250.000 gulden in 1707 een zetel op de vorstenbank van de Zwabische Kreits. Op 23 januari 1719 verenigde keizer Karel VI de heerlijkheden Vaduz en Schellenberg tot een vorstendom, genaamd Liechtenstein. Ten slotte kreeg het nieuwe vorstendom in 1723 een zetel en een stem in de Rijksdag.
Op 12 juli 1806 was Liechtenstein een van de ondertekenaars van de Rijnbondakte, waardoor het vorstendom zich losmaakte van het Heilige Roomse Rijk en soeverein werd.
Het Congres van Wenen stelde in 1815 vast dat het vorstendom deel ging uitmaken van de Duitse Bond. Deze situatie duurde tot de opheffing van de Duitse Bond in 1866.
Tot het einde van de Eerste Wereldoorlog had het land nauwe banden met Oostenrijk, maar de economische malaise die deze oorlog veroorzaakte, dwong Liechtenstein tot het aangaan van een douane- en monetaire unie met Zwitserland. Vanaf de Tweede Wereldoorlog, waarin Liechtenstein onder vorst Frans Jozef II neutraal bleef, hebben de lage belastingtarieven het land grote economische groei gebracht.
Liechtenstein was het eerste land ter wereld dat de doodstraf in de praktijk afschafte. In 1798 werd de laatste doodstraf voltrokken. De wettelijke uitbanning van deze straf volgde pas in 1985.

## Geografie
Liechtenstein ligt in het Rijndal in de Alpen. Van noord naar zuid is het land 24 kilometer lang. Met een oppervlakte van 160,475 km² is Liechtenstein het op twintig na kleinste land op aarde. De grenzen met Oostenrijk en Zwitserland zijn samen 77,9 kilometer lang. Overigens zijn het Liechtensteinse grondgebied en de grenzen pas in 2006 met behulp van moderne technologie voor het eerst nauwkeurig opgemeten, waardoor Liechtenstein een halve vierkante kilometer groter bleek dan men voorheen dacht.
In het westen vormt de Rijn de grens met Zwitserland. Het oostelijke gedeelte van het land ligt het hoogst. De Grauspitz (2599 meter) is het hoogste punt van het land. Hoewel het land in de Alpen ligt, is het klimaat vrij mild als gevolg van de zuidenwind. De berghellingen bieden 's winters gelegenheid tot het beoefenen van diverse wintersporten.
Naast Oezbekistan is Liechtenstein de enige binnenstaat waarvan de buurlanden ook binnenstaten zijn. Dat houdt in dat er minimaal twee andere landen doorkruist moeten worden om de kust van een open zee te bereiken.

## Politiek
Liechtenstein is een parlementaire democratie, geleid door de vorst. De huidige vorst is Hans Adam II, die zijn vader na diens dood in 1989 opvolgde. Op 15 augustus 2004 heeft de vorst zijn bevoegdheden overgedragen, maar zonder te abdiceren, aan zijn zoon, erfprins Alois. Het parlement van Liechtenstein, de Landdag, wordt gevormd door 25 door het volk gekozen vertegenwoordigers. Het kabinet, dat bestaat uit vijf leden, is verantwoordelijk voor de dagelijkse leiding. Liechtenstein is, naast Zwitserland, een van de twee landen waar er directe democratie op nationaal niveau bestaat. Sinds 1984 kent het land vrouwenkiesrecht. De vorst kan echter zowel parlement als kabinet naar huis sturen. Op 16 maart 2004 stemde 64,3% van de bevolking van Liechtenstein in een referendum voor het wijzigen van de grondwet en daarmee het behoud van het vorstenhuis. De rechten van de vorst zijn hiermee gegarandeerd. Hij kan parlement en kabinet ontbinden wanneer hij dit nodig acht en heeft een veto in de benoeming van ambtenaren en rechterlijke macht.
Er zijn drie politieke bewegingen in Liechtenstein. De Fortschrittliche Bürgerpartei (FBPL) en de Vaterländische Union (VU), die elkaar in evenwicht houden en nauwelijks van elkaar verschillende partijprogramma's hebben, en de Freie Liste, een liberale partij, die de traditionele spelregels wil doorbreken, voor gelijkgerechtigdheid is, alsook voor bescherming van het milieu. Aan de sinds 1938 bestaande coalitie tussen de progressieve FBPL en de VU kwam in maart 1997 een einde, nadat de FBPL bij de parlementsverkiezingen van begin februari een zetel verloor in het 25 leden tellende parlement en ruim een maand later uit de coalitie stapte.

## Bestuurlijke indeling
Liechtenstein telt elf gemeenten, die meestal uit één plaats of dorp bestaan. De meeste gemeenten hebben echter complexe vormen; enclaves komen relatief veel voor.

## Economie
Ondanks zijn geringe grootte en het gebrek aan grondstoffen heeft Liechtenstein zich ontwikkeld tot een welvarende, sterk geïndustrialiseerde markteconomie met een sterke financiële sector. Bekende banken in Liechtenstein zijn LGT en de VP Bank.
Het land gebruikt de Zwitserse frank als munteenheid. Met een inkomen van bijna CHF 118.000 per hoofd van de bevolking in 2009 behoort de levensstandaard in Liechtenstein tot de hoogste ter wereld.
Met 1900 werknemers in Liechtenstein (wereldwijd circa 20.000) is Hilti AG, een producent van gereedschappen en toebehoren voor de bouw, de grootste werkgever. Het hoofdkantoor staat in Schaan. Naast Hilti zijn er talrijke, sterk export-georiënteerde bedrijven op het gebied van voedingsmiddelen, machinebouw en dentale techniek.
De lage belastingen voor bedrijven - het hoogste tarief is 18% - en de geringe belemmeringen om een bedrijf te beginnen hebben ongeveer 73.000 holdings en zogeheten brievenbusbedrijven ertoe gebracht er een officieel kantoor te openen. Deze genereren ongeveer 30% van de overheidsinkomsten. Meer dan 90% van de energie wordt geïmporteerd. De regering is bezig de economische politiek van het land te harmoniseren met die van een verenigd Europa.

## Bevolking

-- HET DUITSE TAALGEBIED--
De verspreiding van het Duits in West- en Midden-Europa

### Demografie
Ongeveer een derde deel van de inwoners van Liechtenstein, het op drie na kleinste land van Europa, bestaat uit buitenlanders, voornamelijk Duitsers, Oostenrijkers en Zwitsers. De officiële landstaal is Duits, hoewel de meesten een Alemannisch dialect spreken.

### Religie
De recentste cijfers over de verschillende religies in Liechtenstein stammen uit de volkstellingen van 2010 en 2015. Ten opzichte van de resultaten uit de volkstelling uit 1980 is het percentage christenen afgenomen, het percentage moslims verdrievoudigd en het deel dat aangeeft niet te behoren tot een religieuze groepering verachtvoudigd.
| Religie              | 1980  | 1990  | 2000  | 2010  | 2015  |
| -------------------- | ----- | ----- | ----- | ----- | ----- |
| Rooms-katholiek      | 82,5% | 84,9% | 78,4% | 75,9% | 73,4% |
| Protestant           | 10,3% | 9,2%  | 8,3%  | 8,5%  | 8,2%  |
| Orthodox-christelijk | 0,6%  | 0,7%  | 1,1%  | 1,1%  | 1,3%  |
| Overig christelijk   | 0,2%  | 0,2%  | 0,1%  | 0,3%  | 0,2%  |
| Moslim               | 1,7%  | 2,4%  | 4,8%  | 5,4%  | 5,9%  |
| Overige religieus    | 0,1%  | 0,2%  | 0,3%  | 0,8%  | 0,8%  |
| Niet religieus       | 0,9%  | 1,5%  | 2,8%  | 5,4%  | 7,0%  |
| Geen opgave          | 0,3%  | 0,9%  | 4,1%  | 2,6%  | 3,3%  |

## Verkeer
Het wegennet in Liechtenstein omvat 130 km regionale en 500 km lokale wegen. Autosnelwegen zijn er niet, maar de Zwitserse A13 loopt vlak langs de Liechtensteinse grens en bedient het land met 4 aansluitingen. Het aantal voertuigen is toegenomen, vanwege met name het forensenverkeer met de buurlanden, hetgeen in Liechtenstein tot filevorming leidt. Op korte afstand ligt tevens de Oostenrijkse A14.
Het openbaar vervoer is omvangrijk: vijftien regionale buslijnen verbinden alle elf gemeenten van Liechtenstein alsmede de Zwitserse stations Sargans, Buchs en de Oostenrijkse stad Feldkirch. Een spoorlijn doorkruist het land over een lengte van 9,5 km. Deze lijn gaat van Feldkirch naar Buchs en kent in Liechtenstein drie haltes: Forst-Hilti, Nendeln en Schaan-Vaduz. Een vierde station, Schaanwald, wordt sinds 2011 niet meer bediend.
Liechtenstein heeft geen luchthaven. Het dichtstbijzijnde vliegveld is 50 km noordwestelijk van Vaduz bij het Zwitserse Sankt Gallen. De internationale luchthaven van Zürich bevindt zich zo'n 110 km van Liechtenstein.

## Sport

### Voetbal
Liechtenstein kent zeven voetbalclubs, waarvan FC Vaduz de enige professionele voetbalclub is. Alle verenigingen spelen mee in de Zwitserse voetbalcompetities.
FC Vaduz promoveerde in 2001 voor het eerst naar het profvoetbal. In 2008 volgde het debuut in de Super League, het hoogste niveau. Het avontuur duurde slechts een jaar. De thuishaven van FC Vaduz is het Rheinparkstadion, tevens het nationale voetbalstadion van het vorstendom. Het biedt plaats aan 7.584 toeschouwers.
Er mag één Liechtensteinse club per seizoen Europees voetbal spelen, namelijk de bekerwinnaar. Hoewel het in Europa bijna nooit verder komt dan de tweede of derde voorronde van de UEFA Conference League (tot 2020 UEFA Europa League), verbaasde FC Vaduz in het Europese seizoen 2022/23 vriend en vijand in de kwalificatierondes door achtereenvolgens FC Koper (0-1 uit, 1-1 thuis), Konyaspor (1-1 thuis, 2-4 uit) en Rapid Wien (1-1 thuis, 0-1 uit) te verslaan. Het werd de eerste Liechtensteinse club ooit die zich plaatste voor de groepsfase van een Europees toernooi.

### Bekende sporters uit Liechtenstein
- Hanni Wenzel (1956) (van Duitse afkomst), won in 1980 twee olympische titels op het onderdeel alpineskiën.
- Marco Büchel (1971) (van Zwitserse afkomst), alpineskiër, was drie jaar achtereen 'Sporter van het Jaar'.
- Mario Frick (1974) (van Zwitserse afkomst), topschutter van het Liechtensteins voetbalelftal, wordt gezien als de beste voetballer die Liechtenstein ooit heeft gehad.
- Peter Jehle (1982), recordinternational van het Liechtensteins voetbalelftal, de doelman speelde onder bij Grasshoppers en Boavista.
- Tina Weirather (1989), alpineskiester, won brons op de Olympische Winterspelen van 2018 op de Super G.
- Fabienne Wohlwend (1997), autocoureur.